# سلمى (اللاذقية)
سلمى بلدة ومصيف في ناحية صلنفة في محافظة اللاذقية في سوريا. تبعد عن مدينة اللاذقية حوالي 48 كم وترتفع عن سطح البحر 850 مترآ، ويبعد مصيف سلمى عن صلنفة 12 كم، ويعتبر واحدا من المصايف الجميلة جدا ويشتهر بالطبيعة الساحرة الخلابة والمناظر الأكثر من رائعة وجمال فوق جمال إلى ابعد الحدود، جبال خضراء وديان ينابيع طبيعة ساحرة. بلغ عدد سكانها 2131 نسمة عام 2004.
السياحة متعة بكل معانيها في سلمى جو رائع مناظر ولوحات طبيعية تنبسط امام عينك فوق الجبال وغابات سوريا الساحرة، وتنتشر في المصيف في اعالى الجبال أو في الوادي الاستراحات السياحية والمطاعم والكازينوهات وبها كافة الخدمات التي يحتاجها السائح، وتتميز سلمى بسوقها التجاري وتصل من مدينة اللاذقية إلى سلمى عبر طريق جبلي يمر عبر الغابات وبساتين الحمضيات والعديد من الاستراحات والطبيعة الجميلة.
سلمى ضيعة جميلة اكتست بالطبيعة الخضراء والانهار الجارية.